# Приём пищи

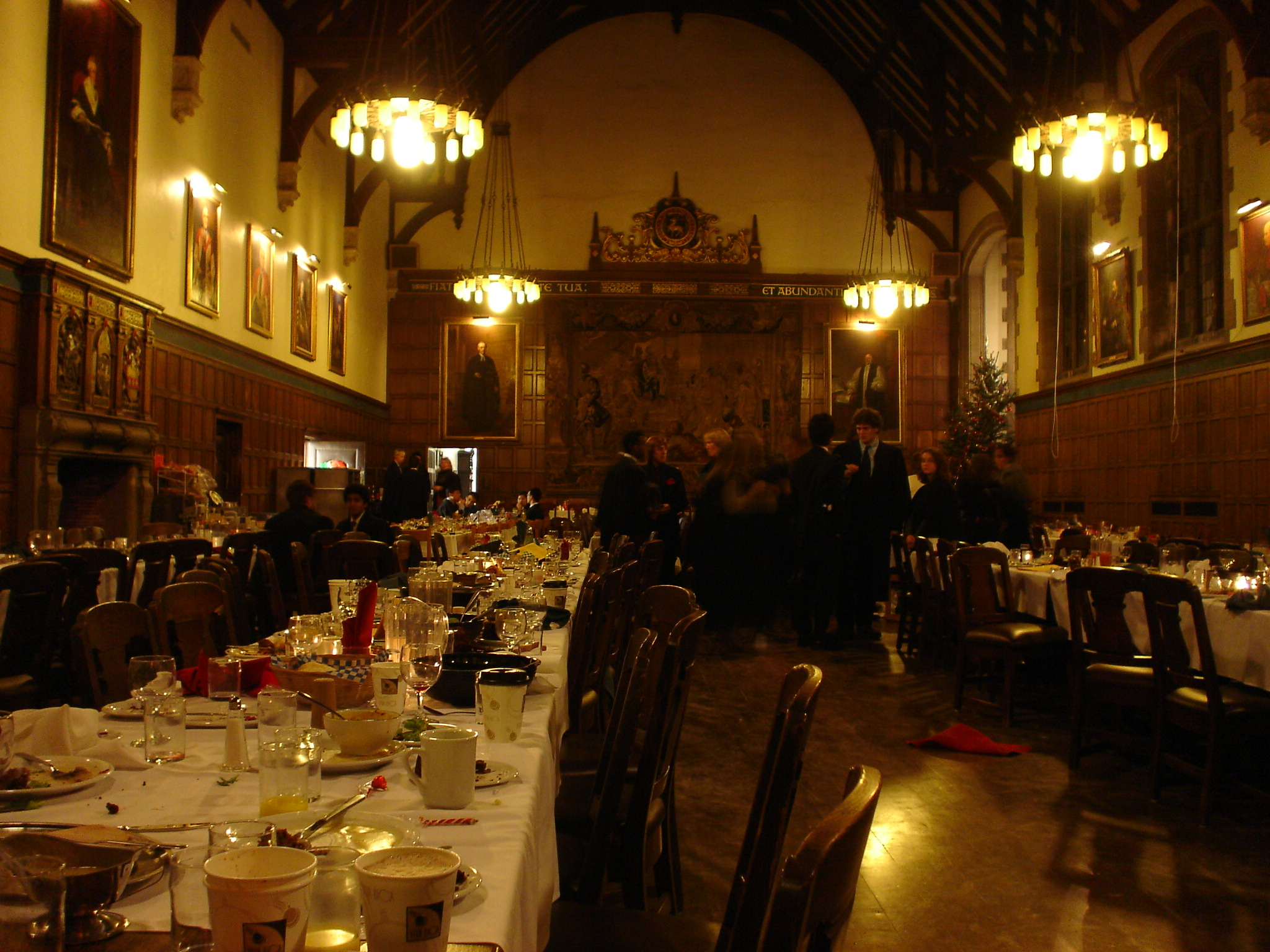
Банкетный зал — рождественская трапеза

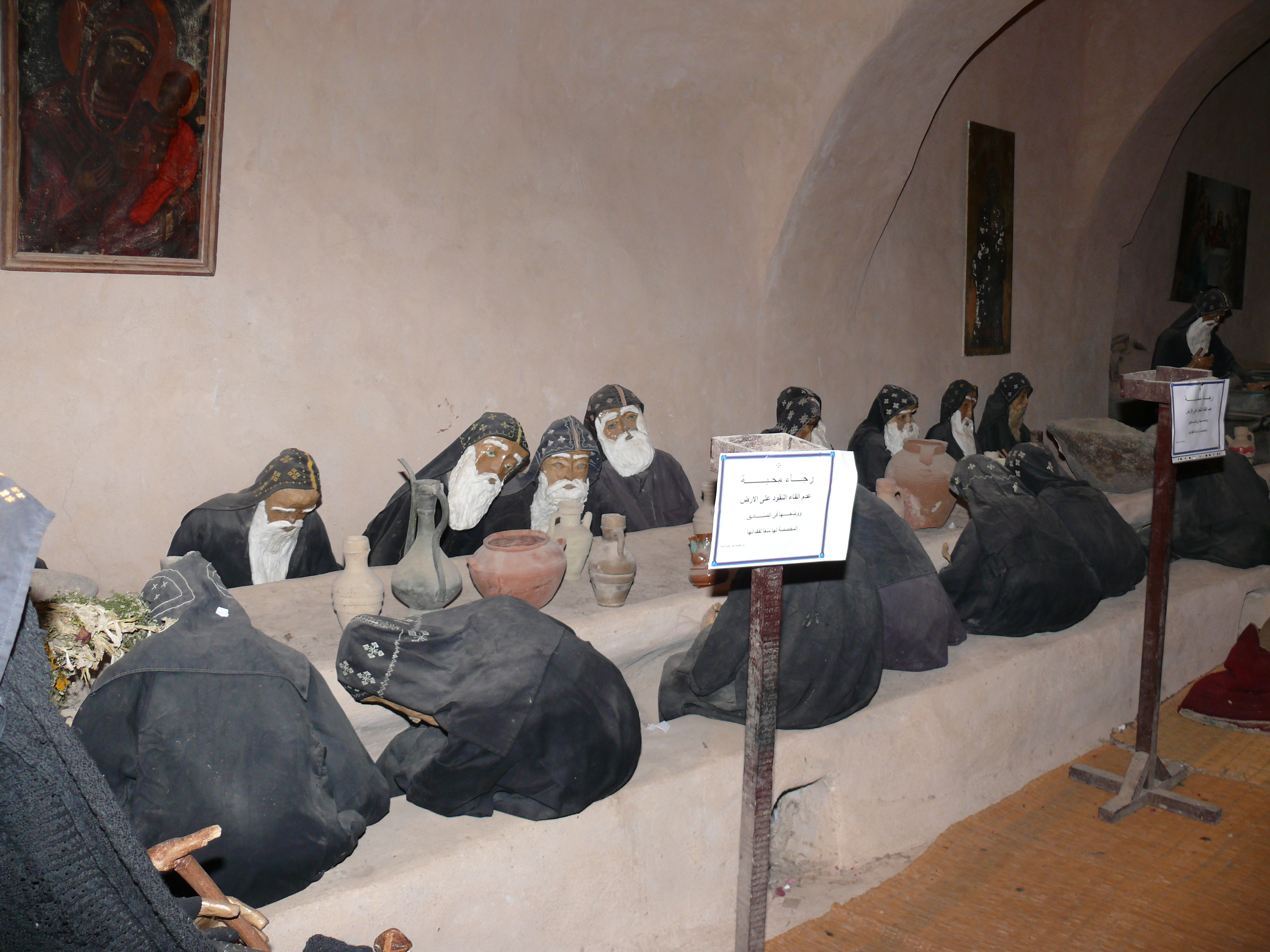
Монастырская трапеза

Приём пи́щи (тра́пеза) — непосредственно процесс принятия готовой пищи человеком, совершаемый в определённый период времени, обычно несколько раз в сутки.
Приёмы пищи, как правило, происходят дома или на предприятиях общественного питания, но могут также проходить и в любом другом месте (например, пикники). Кроме того, праздничные приёмы пищи назначаются по особому поводу (свадьба, день рождения и так далее). Однако, иногда совместный приём пищи происходит в связи со скорбными событиями или датами.

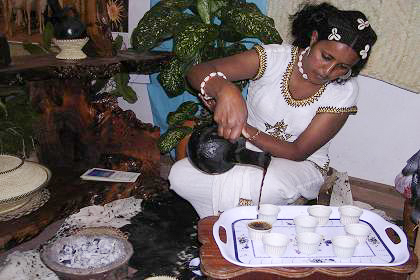
Женщина из Эритреи разливает кофе из джебены

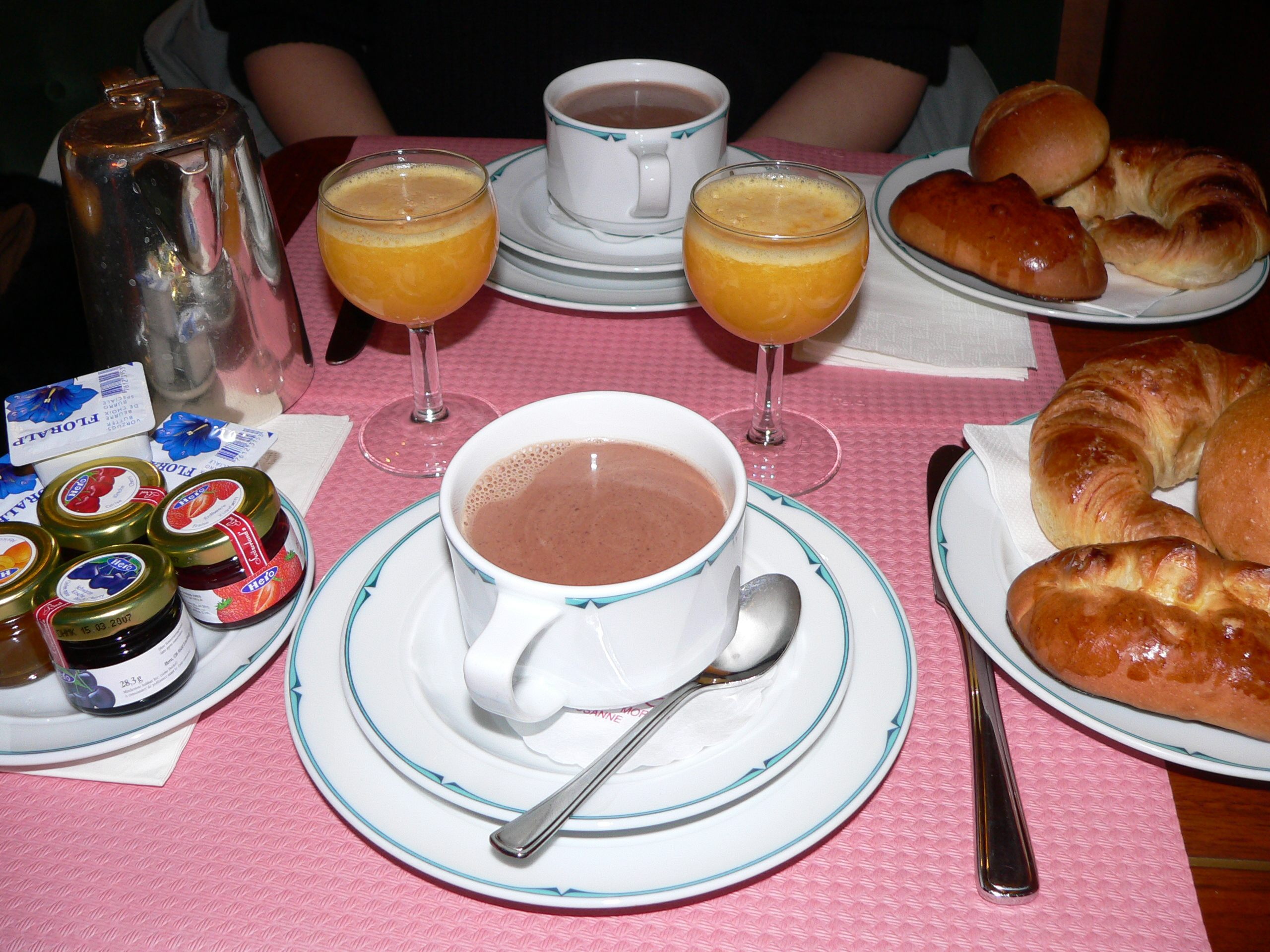
Континентальный завтрак

## Основные приёмы пищи
В большинстве современных культур существуют три основных приёма пищи — завтрак (утром), обед (днём) и ужин (вечером).

### Завтрак
Завтрак — утренняя еда до обеда, как правило, в период от рассвета до полудня. В зависимости от страны и уклада жизни существуют разнообразные традиции завтрака:
- европейский континентальный завтрак;
- английский завтрак;
- кантонский завтрак.

### Обед
Обед — приём пищи в середине дня, как правило, второй или, реже, третий приём пищи в день (обычно после первого либо второго завтрака), наиболее обильный. Как правило, на обед подаются горячие блюда.

### Ужин
Ужин — славянское название вечерней трапезы, последний приём пищи в конце дня, как правило, вечером или ночью. Ужин является одним из основных приёмов пищи. Также «ужином» называют саму пищу, приготовленную для вечернего приёма еды.

## Дополнительные приёмы пищи
- Ланч (англ. Lunch, в советской литературе употреблялась также транслитерация «ленч») в англоговорящих странах — сокращение, образованное от Luncheon и обозначающее приём пищи в полдень — второй завтрак или лёгкая закуска в англоязычных странах[6].
- Полдник — лёгкий приём пищи между обедом и ужином[7], также название пищи, для этого приготовленной[8].
- Закуска — еда, которая подаётся перед основным блюдом, либо в качестве самостоятельной лёгкой трапезы. «Закуской» также называют то, чем заедают съеденное или выпитое. Еда отличается от закуски тем, что она обычно больше, разнообразнее и сытнее, чем закуски[9].
- Снэк — общее название лёгких блюд, предназначенных для «перекуса» — утоления голода между основными приёмами пищи.

Дополнительные приёмы пищи (перекусы) могут использоваться в рамках лечебной системы питания для людей с заболеваниями желудочно-кишечного тракта (панкреатит, холецистит). В таких случаях уменьшается порция и увеличивается частота приёма пищи — через три-четыре часа. Такой же режим может назначаться в послеоперационном периоде и при ожирении. Однако при этом следует контролировать потребление калорий, поскольку одним из главных побочных эффектов частых перекусов является незаметное употребление огромного количества калорий вне основных приемов пищи.

## История
В Средние века в Европе типичным было принимать пищу дважды в сутки, обед ближе к полудню и лёгкий ужин вечером. Незначительные промежуточные приёмы пищи были распространены, однако зависели от социального статуса. Считалось, что тот, кто не занят физическим трудом, мог обойтись без этого.
У восточных славян обед также был обычно в полдень (между 10 и 12 часами), так как у них рабочий день начинался очень рано, ещё до восхода солнца (в 6 часов, а то и раньше). В казачьих семьях Сибири (летом в мясоед) питались так:
- 5 часов утра — чай с калачом или булкой;
- 9–10 часов утра — то же;
- 12 часов — основной обед;
- 5 часов вечера — чай с хлебом;
- 9 часов вечера — остатки обеда (ужин)[13].

В городах в XVIII—XIX веках произошли важные изменения времени приёма пищи. Люди стали работать достаточно далеко от дома, и поэтому время основной еды сместилось на вечер. При этом в середине дня перекусывали тем, что захватили с собой (ланч в англоязычных странах). Именно поэтому в английском языке слово dinner, которое ранее означало обед (как основной приём пищи), стало обозначать ужин. Слово же supper (ужин) в настоящее время не очень употребимо.

## Сервировка стола
Сервировка стола — не просто подготовка к завтраку, обеду, ужину или чаю, это искусство, во многом зависящее от вкуса человека, накрывающего стол.